# Brigitte Fossey

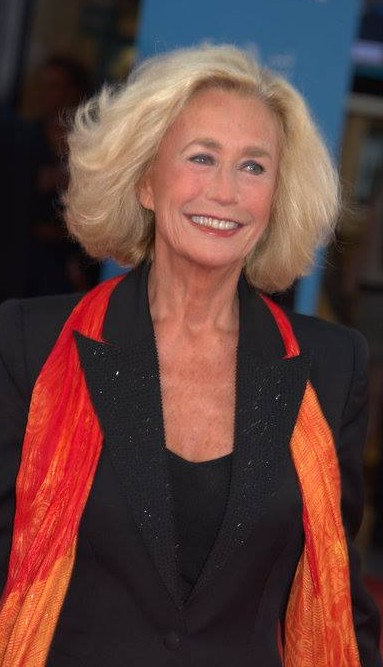
Brigitte Fossey, 2014

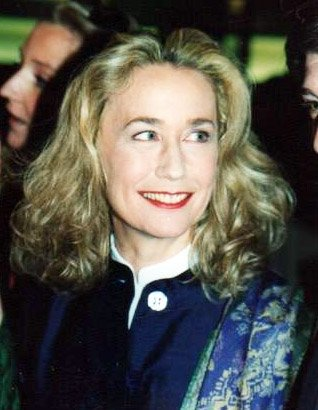
Brigitte Fossey, 1998

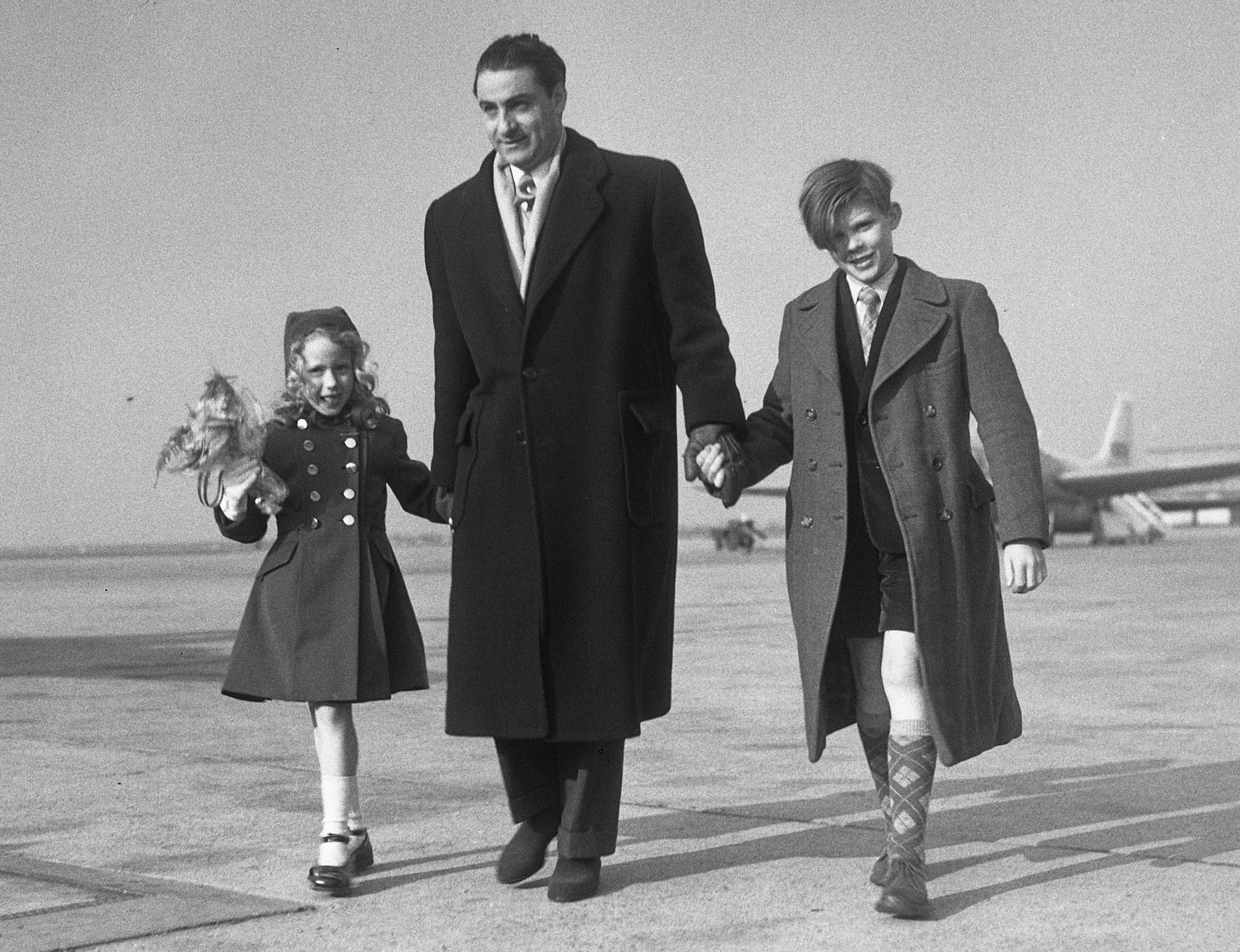
Brigitte Fossey (links) mit René Clément und Georges Poujouly, 1953

Brigitte Fossey (* 15. Juni 1946 in Tourcoing) ist eine französische Schauspielerin.

## Leben
Berühmt wurde Brigitte Fossey als Sechsjährige, als sie eine der Hauptfiguren in dem oscarprämierten Antikriegsdrama Verbotene Spiele (1952) von René Clément verkörperte. Die Dreharbeiten fanden in den Schulferien statt, und Fossey erhielt außergewöhnliches Kritikerlob für ihre Darstellung einer Kriegswaisen. Da ihre Eltern wollten, dass sie unter normalen Umständen aufwuchs und eine reguläre Schulbildung erhielt, stand sie in der Folgezeit kaum vor der Kamera. Eine Ausnahme bildete ihr Auftritt in Gene Kellys Musicalfilm Straße des Glücks von 1956.
Ende der 1960er Jahre schaffte Fossey als junge Erwachsene ein schauspielerisches Comeback. Von da an arbeitete sie vorwiegend im Autorenkino, etwa für François Truffaut in Der Mann, der die Frauen liebte (1977) und für Hans W. Geißendörfer in Die gläserne Zelle (1978). Die Filme Der Gute und die Bösen (1976) und Die verschworenen Kinder (1977) brachten ihr Nominierungen für den französischen Filmpreis César ein. Anfang der 1980er Jahre spielte sie in den La Boum-Komödien an der Seite von Claude Brasseur die Mutter der Hauptfigur Victoire Beretton (Sophie Marceau). In der Langfassung von Giuseppe Tornatores Film Cinema Paradiso (1988) übernahm Fossey die Rolle der älteren Elena. Die Szenen, die aus der Kinofassung herausgeschnitten wurden, sind im Director’s Cut in italienischer Sprache enthalten. Seit den 1990er Jahren spielt Fossey vor allem in französischen Fernsehfilmen.
Brigitte Fossey war von 1966 bis zu seinem Suizid 1980 mit dem Filmemacher Jean-François Adam verheiratet. Aus der Ehe ging eine Tochter, die Schauspielerin Marie Adam, hervor.

## Filmografie (Auswahl)
- 1952: Verbotene Spiele (Jeux interdits)
- 1956: Straße des Glücks (The Happy Road) Regie: Gene Kelly
- 1966: Le grand Meaulnes, Regie: Jean-Gabriel Albicocco
- 1968: Bei Bullen „singen“ Freunde nicht (Adieu l’ami)
- 1971: Raphael, der Wüstling (Raphaël ou le débauché) Regie: Michel Deville
- 1972: Mio (Dokumentarfilm); Regie: Susumu Hani
- 1974: Erica Minor, Regie: Bertrand Van Effenterre
- 1974: Die großen Detektive (Les grands détectives, Fernsehserie)
- 1974: Die Ausgebufften (Les valseuses)
- 1976: Der Gute und die Bösen (Le bon et les méchants)
- 1976: Das blaue Land (Le pays bleu) Regie: Jean-Charles Tacchella
- 1977: Die verschworenen Kinder (Les enfants du placard) Regie: Benoît Jacquot
- 1977: Der Mann, der die Frauen liebte (L’homme qui aimait les femmes)
- 1978: Die gläserne Zelle
- 1978: Glaskäfige (Mais où est donc Ornicar?) Regie: Bertrand Van Effenterre
- 1978: Die Schweizer Affäre (L’affaire suisse) Regie: Max Peter Ammann
- 1979: Miras Haus, Regie: Dagmar Damek
- 1979: Der dreifache Tod der dritten Figur (La triple mort du troisième personnage) Regie: Helvio Soto
- 1979: Quintett (Quintet)
- 1980: Der ungeratene Sohn (Un mauvais fils)
- 1980: La Boum – Die Fete (La boum)
- 1981: Zeit der Sehnsucht (Croque la vie) Regie: Jean-Charles Tacchella
- 1982: La Boum 2 – Die Fete geht weiter (La boum 2)
- 1982: Imperativ, Regie: Krzysztof Zanussi
- 1982: Enigma
- 1983: Der Schrei nach Leben (Au nom de tous les miens) Regie: Robert Enrico
- 1983: Le jeune Marié, Regie: Bernard Stora
- 1984: Flügel und Fesseln (L’avenir d’Émilie)
- 1984: Verbotene Liebe (Un amour interdit), Regie: Jean-Pierre Dougnac
- 1988: Deadly Games (Code Père Noël)
- 1988: Cinema Paradiso (Nuovo Cinema Paradiso)
- 1990: Das lange Gespräch mit dem Vogel (Long Conversation With a Bird) Regie: Krzysztof Zanussi
- 1990: Der letzte Schmetterling (The Last Butterfly) Regie: Karel Kachyňa
- 1991: Ein Fall für die Inselkinder (Les enfants du naufrageur) Regie: Jérôme Foulon
- 1991: Ein Vampir im Paradies (Un vampire au paradis) Regie: Abdelkrim Bahloul
- 1992: Das lange Gespräch mit dem Vogel (Fernsehfilm); Regie: Krzysztof Zanussi
- 1993: Estelle (Le château des oliviers) (Fernseh-Miniserie, 8 Folgen), Regie: Nicolas Gessner
- 1994: Una bambina di troppo, Regie: Damiano Damiani
- 1995: Pour l’amour de Thomas (Fernsehfilm), Regie: Claude Gagnon
- 1995: Femme de passions (Fernsehfilm), Regie: Bob Swaim
- 1998: Une femme à suivre (Fernsehfilm), Regie: Patrick Dewolf
- 2000: Passage interdit (Fernsehfilm), Regie: Michaël Perrotta
- 2003: Toujours tout droit (Kurzfilm), Regie: Manuel Moutier
- 2004: L’homme en question (Fernsehfilm), Regie: Félicien Marceau
- 2006: Grosse chaleur (Fernsehfilm), Regie: Dominique Thiel
- 2008: La mort dans l’île (Fernsehfilm), Regie: Philippe Setbon
- 2014: Jusqu’au dernier (Fernsehserie, 6 Folgen)
- 2016: Faut pas lui dire, Regie: Solange Cicurel
- 2018: Verratenes Glück (Un adultère) (Fernsehfilm), Regie: Philippe Harel
- 2018: Wie ein Blitz vom Weihnachtshimmel (Comme un air de Noël) (Fernsehfilm), Regie: Alexandre Laurent
- 2019: Quartier des Banques (Fernsehserie, 6 Folgen)
- 2019: Auf dem falschen Dampfer (Temps de chien) (Fernsehfilm)
- 2022: Renaissances (Fernsehserie, 5 Folgen)